# Шабдурасулов, Игорь Владимирович
Игорь Владимирович Шабдурасулов (род. 3 октября 1957, Ташкент, УзССР, СССР) — российский политический и государственный деятель, бывший генеральный директор ОАО «ОРТ».

## Биография
Окончил географический факультет МГУ (1979, кафедра геоморфологии и палеогеографии), работал по специальности в Институте географии АН СССР.
1979—1991 — инженер, аспирант, старший инженер, научный сотрудник Института географии АН СССР.
Впервые появился на экране во второй половине 1980-х годов на Центральном телевидении в качестве участника программы «Взгляд». Так познакомился с Александром Любимовым, Владом Листьевым, Александром Политковским. В те же годы участвовал в производстве телевизионной программы на экологическую тематику (предположительное название: «Экология власти»), выходившей под эгидой РАН.
1991—1992 — заместитель директора исполнительного бюро Совета президентов академий наук.
1992—1992 — специалист-эксперт, заведующий сектором по вопросам социокультурной сферы, сохранения культурного и природного наследия Отдела культуры и образования Аппарата Правительства РФ.
1992—1993 — заместитель заведующего Отделом науки, культуры и образования аппарата правительства РФ. Курировал направление СМИ. Так, по долгу службы, стал профессионально заниматься телевидением.
1993 — помощник руководителя Администрации президента РФ.
1993—1994 — заведующий отделом культуры Аппарата Совета Министров — Правительства РФ.
1994—1995 — начальник департамента культуры Аппарата Правительства РФ.
1995—1996 — начальник департамента культуры и информации Аппарата Правительства РФ.
1995—1998 — член Коллегии представителей государства в АО «ОРТ», представлял интересы государства.
май—август 1998 — заместитель руководителя Администрации Президента РФ, отвечал за работу по связям с общественностью и курировал группу спичрайтеров Президента РФ.
август—сентябрь 1998 — первый заместитель руководителя Аппарата Правительства РФ, и. о. руководителя Аппарата Правительства РФ.
октябрь 1998 — сентябрь 1999 — генеральный директор ОАО «ОРТ» (с сентября 1998 г. — и. о.; с января 1995 по февраль 2001 года — член совета директоров и совета акционеров «ОРТ»). В условиях экономического кризиса и угрозы банкротства сумел получить государственный кредит, благодаря чему была переоснащена устаревшая с советских времён техническая база телекомпании. Уходя с ОРТ в сентябре 1999 года, рекомендовал на свою должность Константина Эрнста, являвшегося на тот момент генеральным продюсером канала.
сентябрь 1999 — июль 2000 — Первый заместитель руководителя Администрации Президента Российской Федерации.
2000—2010 — президент Независимого благотворительного фонда «Триумф-Новый век», генеральный директор Фонда поддержки народной команды «Спартак», директор Автономной некоммерческой организации кинематографистов «Ника».
2001—2002 — председатель Совета директоров ЗАО «Московская независимая вещательная корпорация ТВ-6 Москва».
С 2010 по 2020 год — Генеральный директор ООО «ИНФЛЭКС».
С ноября 2012 по март 2013 — вице-президент оргкомитета «Сочи-2014».
По состоянию на июль 2025 года занимает должность исполнительного вице-президента по специальным проектам ПАО «Акционерая финансовая корпорация «Система». 

## Награды
- Благодарность Президента Российской Федерации (9 июля 1996 года) — за активное участие в организации и проведении выборной кампании Президента Российской Федерации в 1996 году[2].
- Благодарность Президента Российской Федерации (14 августа 1995 года) — за активное участие в подготовке и проведении празднования 50-летия Победы в Великой Отечественной войне 1941—1945 годов[3].
- Благодарность Президента Российской Федерации (31 июля 2025 года) — за активную просветительскую и общественную деятельность[4].